# Port Jervis
Pour les articles homonymes, voir Jervis.
Port Jervis est une cité (city) située dans l'État de New York, aux États-Unis. Au recensement de 2000, sa population s'élevait à 8 860 habitants. La municipalité se trouve sur les bords du fleuve Delaware, à l'endroit où les États de New York, du New Jersey et de Pennsylvanie se rencontrent. Port Jervis était à l'origine un port sur le canal de l'Hudson et du Delaware, et elle est aussi connue sous le nom de River City (litt. en français : « la cité du fleuve »).
La cité est entourée par Germantown et Huguenot, et les municipalités de Montague, New Jersey, et Matamoras, Pennsylvanie sont situées à proximité de la ville, derrière les frontières qui séparent les trois États.

## Personnalités
Les frères jumeaux Ed et Lou Banach, tous deux sacrés champions olympiques de lutte libre en 1984, sont nés à Port Jervis en 1960.